# George Harris, 4. Baron Harris
George Robert Canning Harris, 4. Baron Harris, GCSI, GCIE, CB, TD, ADC (* 3. Februar 1851 in St Ann’s, Trinidad; † 24. März 1932 in Throwley), bekannt als Lord Harris, war ein britischer Kolonialverwalter und Gouverneur von Bombay. Darüber hinaus war er Cricketspieler und Kapitän der englischen Nationalmannschaft. In seinem weiteren Leben hatte er zahlreiche Positionen als Cricket-Funktionär im Marylebone Cricket Club (MCC).

## Kindheit und Ausbildung
Er war der Sohn des George Harris, 3. Baron Harris, aus dessen Ehe mit Sarah Cummins. Sein Vater war bis 1854 Gouverneur von Trinidad und anschließend bis 1859 Gouverneur von Madras. So wuchs Harris auf Trinidad und in Madras auf und wurde dort Privatlehrern unterrichtet. Nachdem die Familie nach England zurückgekehrt war, besuchte er das Eton College und studierte anschließend am Christ Church College der Universität Oxford, das er schließlich als Bachelor of Arts abschloss.

## Aktive Cricket-Karriere
Während seiner Zeit am Eton College konnte er sich ab 1868 in der Schulmannschaft etablieren. Sein Vater war Präsident des Kent County Cricket Club (Kent CCC) und so spielte er ab 1870 auch für diesen. Während seines Studiums an der Universität Oxford spielte er für die Universitätsmannschaft, unter anderem 1872 und 1874 gegen Cambridge im University Match. Er reiste 1872 unter Kapitän „Fitz“ Fitzgerald auf der Tour des MCC in Nordamerika. 1874 wurde er auch Honorary Secretary des Kent CCC.
1875 wurde er Kapitän des Kent CCC und behielt diese Position über die nächsten 15 Jahre und übernahm auch die Rolle des Präsidenten des Clubs. Auch wurde er ins Komitee des MCC in diesem Jahr gewählt. 1878/79 führte er das Team des MCC in Australien an. Anders als die Tour zuvor, die ausschließlich Profis einsetzte, war Lord Harris, selbst Amateur, darauf bedacht, möglichst viele Amateure für sein Team zu benennen. Dies gelang nicht und so benannte er mit George Ulyett und Tom Emmett zwei Profis des Yorkshire County Cricket Club. Höhepunkt der Tour war die Begegnung gegen eine australische Auswahlmannschaft, die später als Test kategorisiert wurde und mit 10 Wickets gegen Australien verloren wurde.
In 1880 war er Kapitän bei der ersten Tour einer offiziellen australischen Nationalmannschaft in England. Der einzige Test der Tour konnte mit 5 Wickets gewonnen werden, wobei Harris mit 52 Runs ein Half-Century gelang. Dieser kam zustande, da die australische Mannschaft kaum in der Lage war, adäquate Tour Matches in England zu organisieren. Hintergrund war, dass es nach einer umstrittenen Umpire-Entscheidung zwei Jahre zuvor in Australien bei einem Tour-Match in Sydney gegen New South Wales zu Ausschreitungen kam und man die Reaktion der australischen Mannschaft darauf als inadäquat betrachtete.
Seine nächsten und letzten Einsätze in der Nationalmannschaft hatte er als Kapitän bei zwei Tests der Ashes Tour 1884 in England, bei der er die englische Mannschaft zum Sieg der Serie führen konnte. Mit Kent konnte er sich viele Male die Championship sichern.
Er setzte sich rigoros für das Einhalten der Bowling-Regeln ein und sorgte für Absagen von Spielen gegen Countys, denen er Regelverstöße vorwarf. Dies führte dazu, dass die als „Throwing“ („werfen“) bezeichnete illegale Form des Bowlings stärker geahndet wurde. Insgesamt erzielte er 7.806 Runs für Kent.

## Abseits seiner aktiven Karriere
Beim Tod seines Vaters 1872 erbte er dessen Adelstitel als Baron Harris und wurde dadurch Mitglied des House of Lords. Er gehörte der Fraktion der Conservative Party an und war ab 1885 zunächst Under-Secretary of State for India und ab 1886 Under-Secretary of State for War. 1890 wurde er Gouverneur von Bombay und legte seine Position im Kent CCC nieder. Er hatte das Gouverneursamt bis 1895 inne und wurde nach seiner Rückkehr Präsident des MCC und übernahm in der Regierung von 1895 bis 1901 die Position des Lord-in-Waiting. Er spielte 1896 und 1897 noch einzelne Spiele für Kent.
Er diente als Offizier der Royal East Kent Yeomanry. Er stieg dort 1873 in den Rang eines Captain und wurde 1897 als Lieutenant-Colonel Kommandeur dieser Einheit. 1900 nahm er als Assistant Adjutant-General der Imperial Yeomanry am Zweiten Burenkrieg teil. 1908 wurde er in den Rang eines Colonel befördert und zum Aide-de-camp König Eduards VII. ernannt.
Ab 1906 wurde er als Trustee des MCC benannt, bevor er zehn Jahre später dessen Schatzmeister wurde. Er war an der Gründung der Imperial Cricket Conference, des heutigen International Cricket Council, im Jahr 1909 beteiligt. 1914 und 1916 amtietere er als Deputy Lieutenant von Hampshire.

## Ehe und Nachkommen
Am 8. Juli 1874 heiratete er Hon. Lucy Ada Jervis († 1930), Tochter des Carnegie Jervis, 3. Viscount St. Vincent. Mit ihr hatte er einen Sohn, Hon. George St. Vincent Harris (1889–1984), der ihn 1932 als 5. Baron Harris beerbte.

## Orden und Ehrenzeichen
- Knight Grand Commander des Order of the Star of India (1895)[10]
- Knight Grand Commander des Order of the Indian Empire (1890)[11]
- Companion des Order of the Bath (1918)[12]
- Territorial Decoration (nach 1908)

## Werke
- A Few Short Runs. John Murray, London 1921.